# Mark Stewart (ciclista)
Mark Stewart (Dundee, 25 de agosto de 1995) é um desportista britânico que compete no ciclismo nas modalidades de pista, especialista na provas de perseguição por equipas e pontuação, e rota.
Ganhou uma medalha de bronze no Campeonato Mundial de Ciclismo em Pista de 2018 e uma medalha de bronze no Campeonato Europeu de Ciclismo em Pista de 2016.

## Medalheiro internacional
| Campeonato Mundial | Campeonato Mundial         | Campeonato Mundial | Campeonato Mundial      |
| Ano                | Lugar                      | Medalha            | Competição              |
| ------------------ | -------------------------- | ------------------ | ----------------------- |
| 2018               | Apeldoorn ( Países Baixos) | Medalha de bronze  | Pontuação               |
| Campeonato Europeu |                            |                    |                         |
| Ano                | Lugar                      | Medalha            | Competição              |
| 2016               | Saint-Quentin ( França)    | Medalha de bronze  | Perseguição por equipas |